# Milarepa (film 2025)
Milarepa, è un film del 2025 diretto da Louis Nero.

## Trama
In Sardegna, in un futuro prossimo, gli antichi insediamenti riprendono vita, ritornando a ospitare l’uomo. La giovane Mila viene derubata dall’eredità del padre da parte degli zii paterni. Dopo lunghe peripezie riesce a ottenere vendetta. Malgrado ciò, la ragazza fatica comunque a ritrovare la serenità e quindi decide d’intraprendere un percorso spirituale alla ricerca di se stessa.

## Distribuzione
Il film è stato distribuito nelle sale italiane il 16 giugno 2025 da L'Altrofilm.